# Прісцилла Лопес-Шліп
Прісцилла Лопес-Шліп  (англ. Priscilla Lopes-Schliep, 26 серпня 1982) — канадська легкоатлетка, олімпійська медалістка.

## Виступи на Олімпіадах
| Олімпіада  | Дисципліна                    | Місце     |
| ---------- | ----------------------------- | --------- |
| Афіни 2004 | біг на 100 метрів з бар'єрами | 5 h4 r1/3 |
| Пекін 2008 | біг на 100 метрів з бар'єрами | 3         |